# 粗壮野青茅
粗壮野青茅（学名：Deyeuxia arundinacea var. robusta）为禾本科野青茅属下的一个变种。

## 扩展阅读
- 維基物種上的相關：粗壮野青茅